# Simone Jagl
Simone Jagl (* 17. Dezember 1972 in München, Deutschland) ist eine österreichische Politikerin der Grünen.

## Leben
Simone Jagl begann ihre schulische Ausbildung in Uxbridge in Kanada, übersiedelte später nach Pfaffstätten in Niederösterreich und besuchte danach Hauptschule und Handelsakademie in Baden. Ihre schulische Ausbildung schloss sie an der Montessori-Akademie in Wien ab. Sie arbeitete bei verschiedenen Firmen, bevor sie sich 2013 selbständig machte.
Ihre politische Tätigkeit begann sie als Gemeinderätin der Marktgemeinde Biedermannsdorf, sie wurde Bezirksvorstand der Grünen Mödling und Mitglied des Landesausschusses der Grünen Niederösterreich.
Im Jahr 2023 wurde sie Mitglied des Bundesrates für die Grünen und ist dort in mehreren Ausschüssen tätig sowie stellvertretende Ausschussvorsitzende im Ausschuss für Land-, Forst- und Wasserwirtschaft.
Simone Jagl ist verheiratet und hat vier Kinder.